# Chrysopa sogdianica
Chrysopa sogdianica är en insektsart som beskrevs av Mclachlan in Fedchenko 1875. Chrysopa sogdianica ingår i släktet Chrysopa och familjen guldögonsländor. Inga underarter finns listade i Catalogue of Life.